# Вудроу (тауншип, округ Белтрами, Миннесота)
Вудроу (англ. Woodrow) — тауншип в округе Белтрами, Миннесота, США. На 2000 год его население составило 74 человека.

## География
По данным Бюро переписи населения США площадь тауншипа составляет 93,1 км², из которых 93,1 км² занимает суша, водоёмов нет.

## Демография
По данным переписи населения 2000 года здесь находились 74 человека, 30 домохозяйств и 18 семей. Плотность населения —  0,8 чел./км². На территории тауншипа расположено 49 построек со средней плотностью 0,5 построек на один квадратный километр. Расовый состав населения: 98,65 % белых и 1,35 % коренных американцев.
Из 30 домохозяйств в 30,0 % воспитывались дети до 18 лет, в 60,0 % проживали супружеские пары, в 3,3 % проживали незамужние женщины и в 36,7 % домохозяйств проживали несемейные люди. 30,0 % домохозяйств состояли из одного человека, при том 20,0 % из — одиноких пожилых людей старше 65 лет. Средний размер домохозяйства — 2,47, а семьи — 3,16 человека.
25,7 % населения — младше 18 лет, 4,1 % — в возрасте от 18 до 24 лет, 20,3 % — от 25 до 44, 37,8 % — от 45 до 64, и 12,2 % — старше 65 лет. Средний возраст — 45 лет. На каждые 100 женщин приходилось 131,3 мужчин. На каждые 100 женщин старше 18 приходилось 120,0 мужчин.
Средний годовой доход домохозяйства составлял 15 250 долларов, а средний годовой доход семьи —  17 083 доллара. Средний доход мужчин —  18 750  долларов, в то время как у женщин — 11 250. Доход на душу населения составил 8540 долларов. За чертой бедности находились 52,4 % семей и 59,5 % всего населения тауншипа, из которых 96,3 % младше 18 и 30,8 % старше 65 лет.